# 敦布里亚
敦布里亚（西班牙語：Dumbría，加利西亞語發音：[dumˈbɾia̝]）是西班牙加利西亚自治区拉科鲁尼亚省的一个市镇。总面积125.2km², 总人口3053人（2017年），人口密度24人/km²。

## 图集

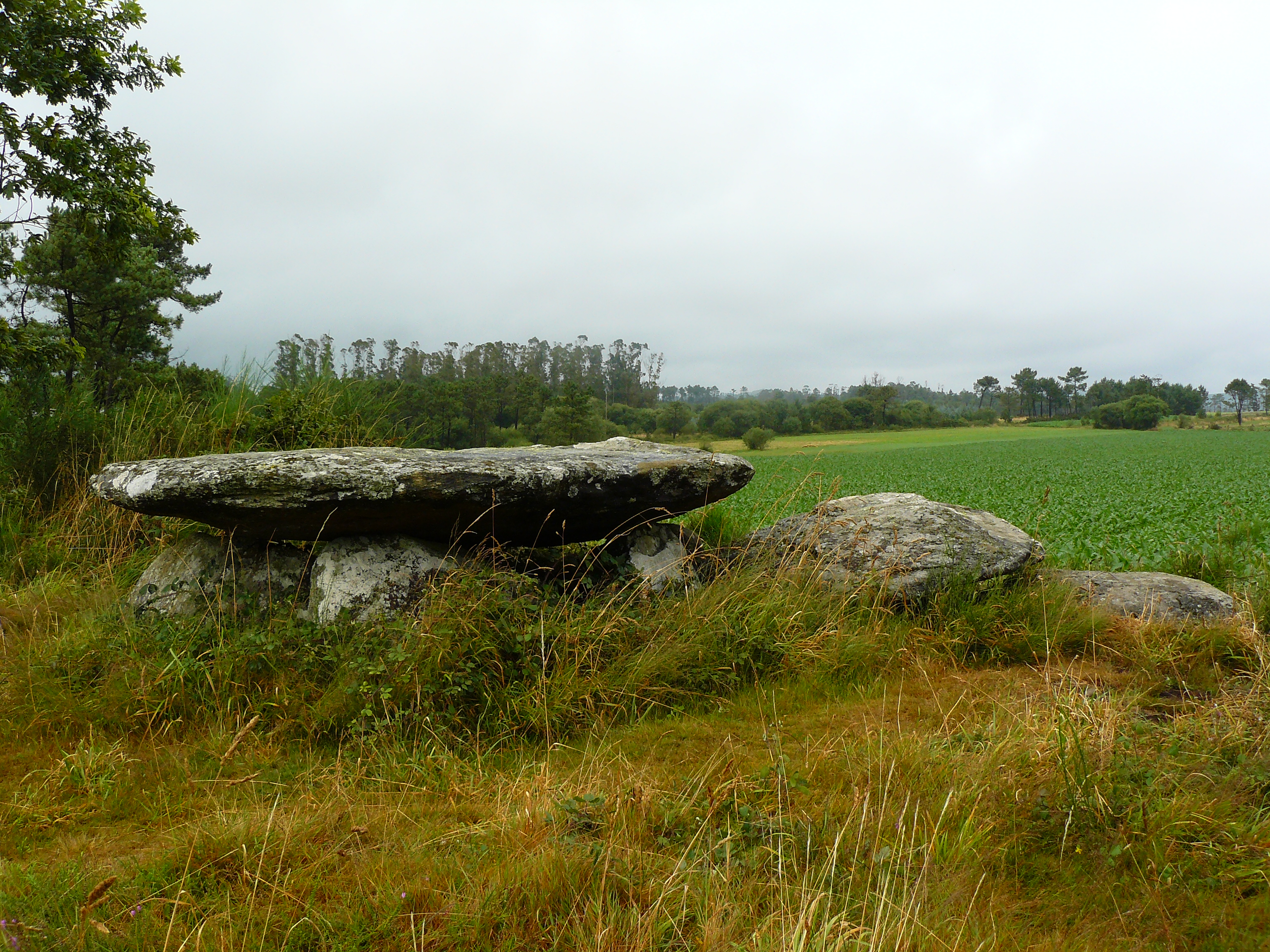
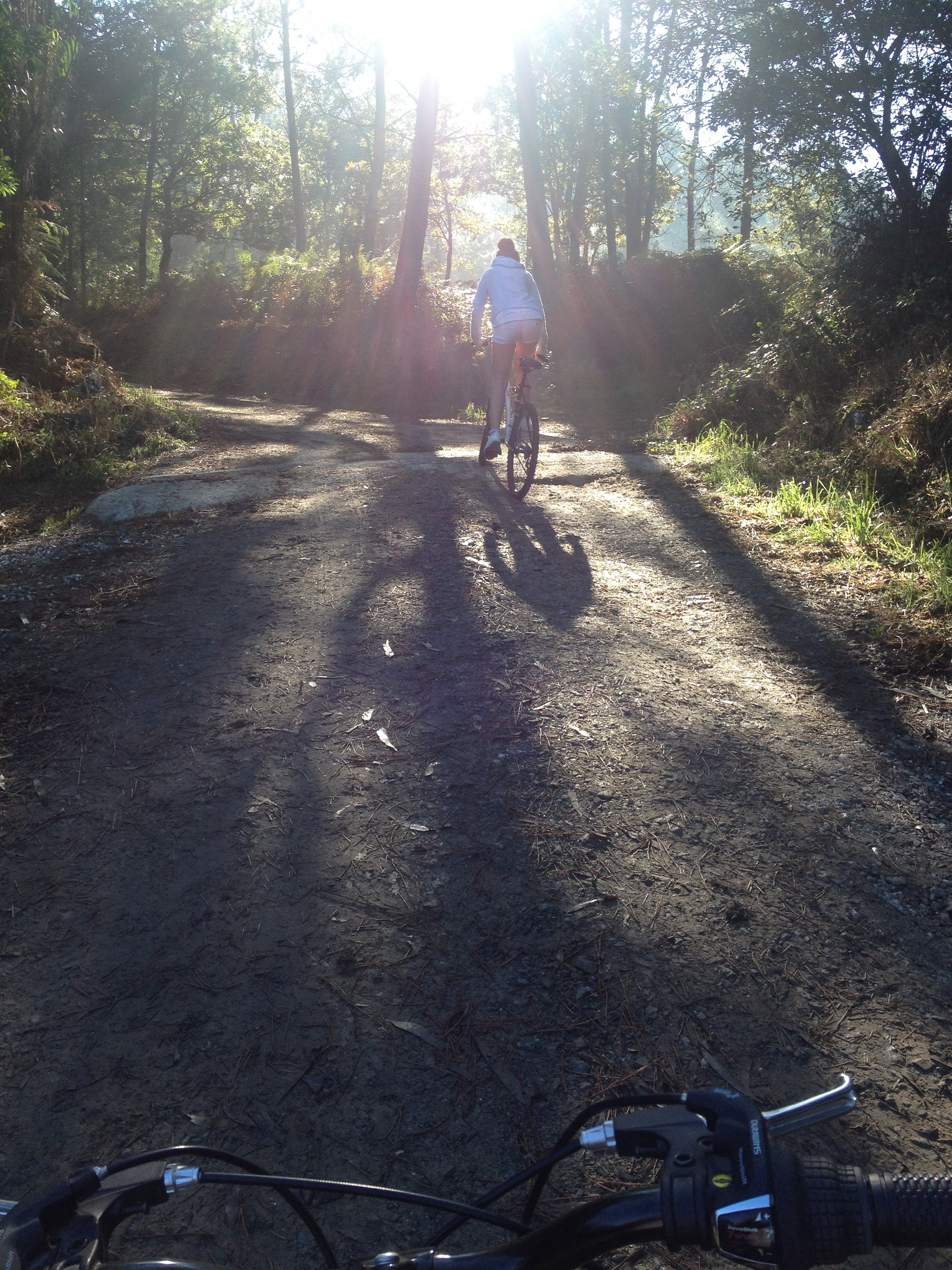
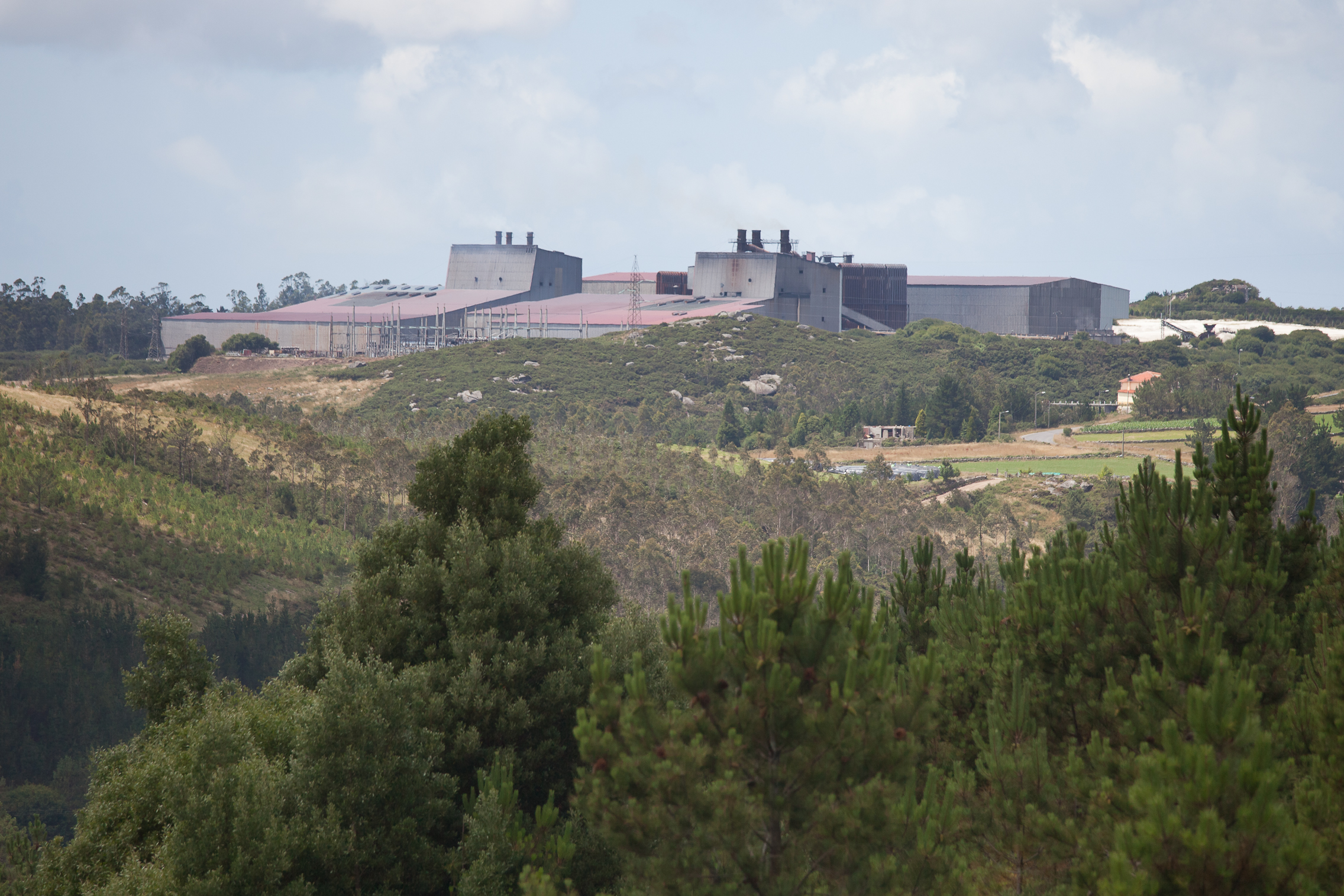
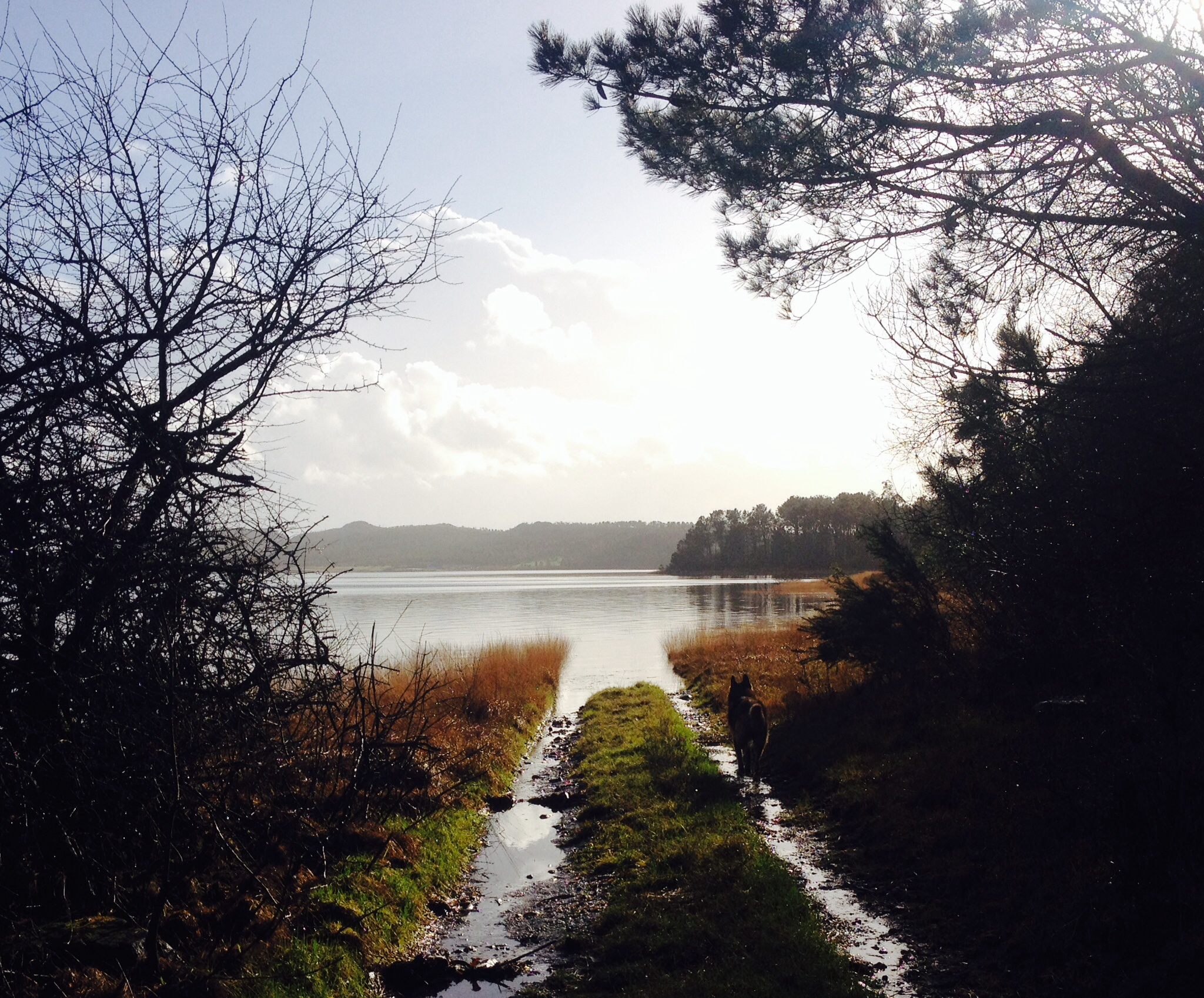

## 人口
| 敦布里亚历史人口变化图                                     |
|                                                            |
| 来源：西班牙国家统计局（1900-1991年，实际人口）（2000年-） |

## 政治
| 政党                             | 2011年 | 2011年 | 2015年 | 2015年 |
| 政党                             | %      | 议席   | 议席   | %      |
| 加利西亚工人社会党（PSdeG-PSOE） | 71.89  | 9      | 10     | 86.06  |
| 加利西亚人民党（PP）             | 12.09  | 1      | 1      | 12.38  |
| 加利西亚民族主义集团（BNG）      | 4.64   | 0      | -      | -      |
| 敦布里亚独立企业家党（PIED）     | 26.62  | 1      | -      | -      |